# Hræsvelgr
Hræsvelgr, auch Hräsvelgr oder Hräswelg, ist in der nordischen Mythologie ein Riese in Adlergestalt, der mit seinen Schwingen den Wind entfacht.

## Rezeption
Nach dem Lied Vafþrúðnismál sitzt Hræsvelgr am Rand der Welt, und zwar im Norden wie Snorri Sturluson weiß.
Seine kosmologische Bedeutung besteht darin, dass er die Personifikation des Windes ist. Wenn er seine Schwingen hebt, entfacht er den Wind, der über die Menschen kommt. Die Vorstellung ist naheliegend, auch andere Völker kennen einen Riesenvogel, der den Wind verursacht.
Genau genommen ist Hræsvelgr aber kein Adler, sondern ein Riese, der nur wie ein Adler aussieht. Außen Adler, innen Riese. In der nordischen Mythologie ist es nicht ungewöhnlich, dass Riesen oder Götter Adlergestalt annehmen. Mehrfach ist überliefert, dass sie in ein Adlergewand schlüpfen, um fliegen zu können. Jacob Grimm war der Ansicht, dass Wind und Riese miteinander verbunden wurden, weil beide als gefräßig galten. Diese Eigenschaft gab den Riesen im Nordischen sogar ihren Namen. Altnordisch iǫtunn ‚Riese‘ stammt von germanisch *etunaz ‚Vielfraß‘, einer Ableitung von germanisch *etan ‚essen‘. Nach neuerer Ansicht geht die Riesennatur eher auf den Umstand zurück, dass man sich den Adler einfach als riesig groß vorstellte.
Hræsvelgrs Name, altnordisch Hræsvelgr, bedeutet ‚Leichenverschlinger, Leichenfresser‘. Das Wort wird gebildet aus altnordisch hræ ‚Leichnam‘ und svelga ‚verschlingen‘, das mit neuhochdeutsch schwelgen verwandt ist. Der Name wird
[hrɛːsvɛlgr] ausgesprochen. Im Dänischen wird er Ræsvelg, im Schwedischen Räsvelg genannt.
Der Name deutet somit auf eine Beziehung Adler – Wind – Tod (Aas). Diese Beziehung findet man auch in der Natur. Denn der Adler hat nicht nur große Schwingen, sondern er ist auch ein Aasfresser. Schon allein das könnte Hræsvelgrs Namen erklären. Der Wind, insbesondere der Sturm, galt bei den Germanen wie der Riese als gefräßiges Wesen. Noch in späterer Zeit brachte man in Deutschland dem Sturm ein Opfer, um ihn zu besänftigen. Man nannte das Windfüttern.

„Den sturmwind […] stellt sich das volk vor als ein gefrässiges, hungriges wesen und sucht ihn durch in die luft geschüttetes mehl zu beschwichtigen.“

Auch glaubte man in Deutschland, dass Sturm entsteht, wenn sich jemand erhängt. Nahender Sturm künde davon. Da der Adler auch auf germanischen Gräbern zu finden war, scheint er eine Rolle als Seelenführer gehabt zu haben – als jemand, der die Seelen ins Reich der Toten geleitet.